# Zsidovin

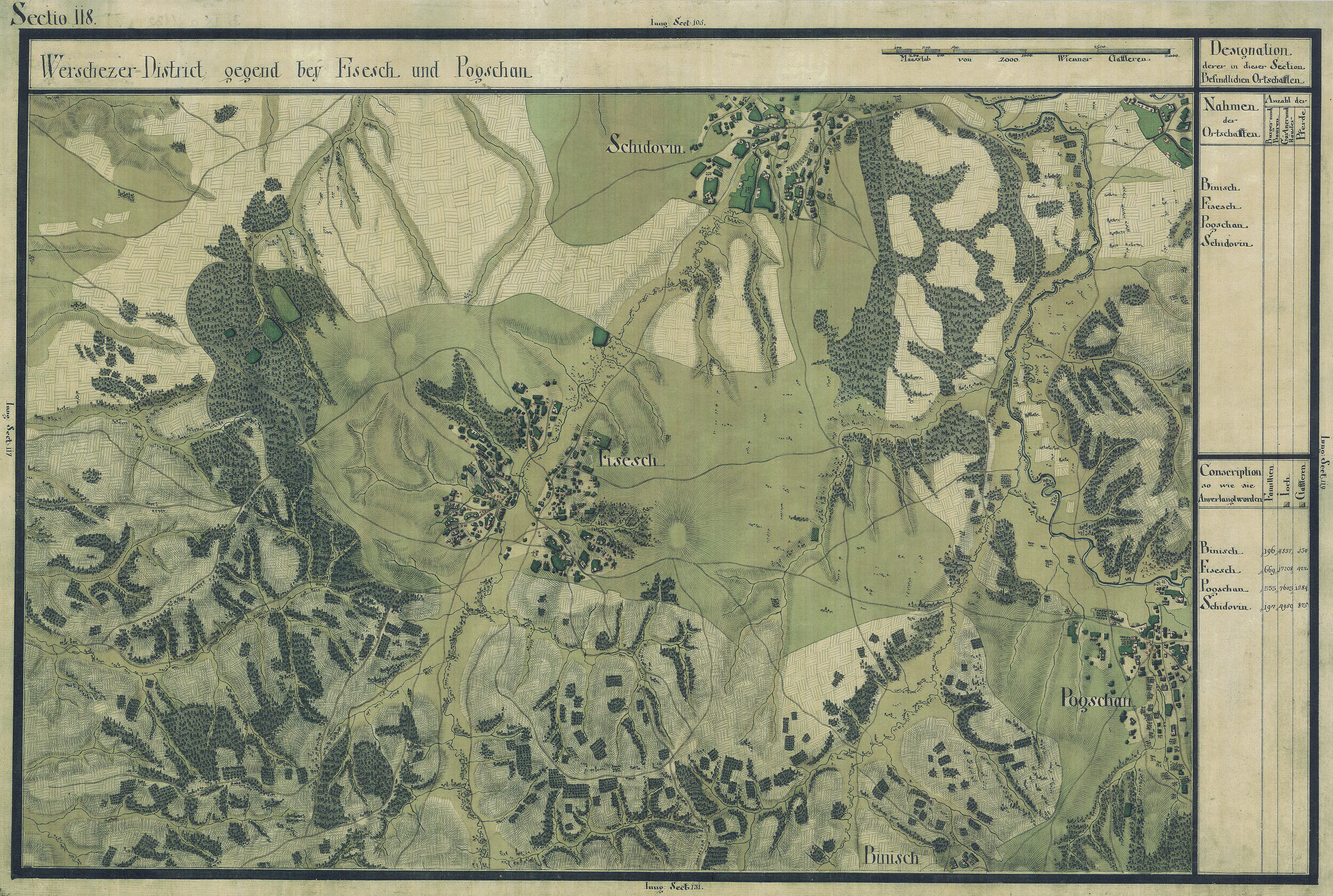
Zsidovin egy régi térképen

Zsidovin (románul: Berzovia) település Romániában, Krassó-Szörény megyében.

## Fekvése
Boksánbányától északnyugatra, a Berzava folyó mellett fekvő település.

## Története
A település és környéke már az ókorban is lakott hely volt. Helyén egykor nagy római város: Berzobis (Berzivia) állt. Ennek a maradványai mai is láthatóak a faluban.
Zsidovin (Bo(l)dogasszonyfalva) nevét 1330-ban említette először oklevél Bodugazunfolwa néven. Krassó megyei vásáros hely volt, a Berzava felső szakaszánál, Gertenyes és Remete szomszédsága jelentős helyet feltételez.
A Boldogasszonyfalva név 1370-ben tűnt fel utoljára az oklevelekben, mikor Nyéki [Gyertyánosi] Chepe András tisztje panaszolta, hogy az itteni vásáron jobbágyuktól egy lovat elvettek. E néven többé nem szerepelt. Középkori eltűnését azzal magyarázzák, hogy az északi oldalon levő Remete, amely a Himfiek uradalmi központja volt átterjedt ide is, erre  a fennmaradt periratokból is következtetni lehet. Egy e helyen előkerült zsidó felirat kapcsolatban állhat az itt folytatott kereskedelemmel, és magyarázhatja a hely újkori nevét is.
A 20. század elején Krassó-Szörény vármegye Boksánbányai járásához tartozott.
1910-ben 1787 lakosából 1301 román, 269 szlovák, 63 magyar volt. Ebből 1356 görögkeleti ortodox, 395 római katolikus volt.

## Nevezetességek
- Római város és erődítés maradványai, a romániai műemlékek jegyzékén CS-I-s-A-10785 sorszámon szerepel.
- 3–4. századi dák település maradványai, a falutól északra két kilométer távolságban (CS-I-s-B-10786).
- 13–15. századi templom (CS-I-s-B-10787).